# Бобров Олександр Олексійович
Олександр Олексійович Бобров (нар. 30 травня (11 червня) 1850 — † 26 листопада (9 грудня) 1904) — російський хірург. Професор (1885) кафедри оперативної хірургії і хірургічної анатомії Московського університету.

## Біографія
Народився у м. Середина-Буда нині Сумської області. В 1874 р. закінчив медичний факультет Московського університету. З 1875 р. — ординатор при госпітальній хірургічній клініці І. М. Новацького. Під час російсько-турецької війни був на фронтах (1877), згодом у наукових відрядженнях закордоном.
З 1884 р. — доцент, а з 1885 р. — професор кафедри оперативної хірургії і хірургічної анатомії Московського університету та одночасно (з 1884 р.) консультант при хірургічному відділені Басманної лікарні.
В 1892 р. керував у Ново-Катерининській лікарні хірургічною клінікою. З 1893 р. очолив факультетську клініку Московського університету, професором котрої залишався до кінця життя.

## Наукова робота
Підручники О. О. Боброва «Вывих и переломы», «Курс оперативной хирургии и хирургической анатомии» витримали декілька видань. Відомі методи операцій грижі і ехінококка печінки по О. О. Боброву. Ним запропонований апарат для підшкірного уведення рідини, названий його ім'ям. Був членом Московського хірургічного товариства, одним із ініціаторів і організаторів з'їздів російських хірургів.
За ініціативою О. Боброва був створений в Криму (Алупка) санаторій, який носить його ім'я, для лікування кісткового туберкульозу у дітей.

## Вшанування пам'яті
Іменем Олександра Олексійовича Боброва названо:
- Вулиці
  - Вулиця Боброва, Дніпропетровськ[1])

- Лікувальні заклади

Дитячий санаторій імені Олександра Боброва, Алупка, Крим